# USS Advent (1942)
USS Advent (AM-83) was een Amerikaanse mijnenveger van de Adroitklasse. Het schip werd gebouwd bij de Amerikaanse scheepswerf Commercial Iron Works uit Portland. Aan het eind van de oorlog werden de schepen van de Adroitklasse geherklasseerd als patrouillevaartuig. Na de herklassering werd de Advent hernoemd tot PC 1587